# I trasgressori
I trasgressori (Trespass) è un film statunitense del 1992 diretto da Walter Hill.

## Trama
Due vigili del fuoco dell'Arkansas, Vince e Don, incontrano un vecchio isterico in un edificio in fiamme. Il vecchio consegna loro una mappa, prega per il perdono, poi si lascia avvolgere dalle fiamme. Fuori dal fuoco e lontano da tutti gli altri, Don fa una ricerca e scopre che l'uomo era un ladro che ha rubato una grande quantità di oggetti d'oro in una chiesa e li ha nascosti in un edificio a St. Louis: i due decidono di andare lì in macchina, pensando di arrivare, ottenere l'oro e tornare in una giornata.
Mentre si guardano intorno nell'edificio abbandonato, vengono individuati da una banda, guidata da King James, che è lì per uccidere un nemico. Vince e Don assistono all'omicidio, ma si fanno scoprire e riescono a forzare una situazione di stallo solo quando afferrano Lucky, fratellastro di King James. Barricandosi dietro una porta, continuano nella ricerca dell'oro. In aggiunta ai tanti problemi c'è un vecchio senzatetto, Bradlee, che si era imbattuto in loro mentre cercavano di trovare l'oro.
Alla fine King James chiama alcuni rinforzi. Mentre fa un po' di ricognizione, Raymond, l'uomo che fornisce le pistole a King James, trova la macchina di Don e Vince e le notizie sull'oro, e capisce perché "due ragazzi bianchi" si sono introdotti nel loro quartiere. Raymond manipola Savon, uno degli uomini di James, perché spari a Don e Vince, il che alla fine causa la morte di Lucky. King James ora è furioso e fa irruzione nella stanza dove Don e Vince sono barricati; i due, che finalmente hanno trovato gli oggetti d'oro, grazie a Bradlee trovano una via d'uscita tramite una canna fumaria. Vince si issa al suo interno e riesce a scappare passando dal tetto mentre Bradlee e Don si nascondono in un'altra stanza.
Alla fine, Don e King James si incontrano e finiscono per uccidersi. Anche Savon e Raymond si uccidono a vicenda. L'oro cambia di mano più volte, una volta con Savon, poi di nuovo con Bradlee, mentre le persone sparano ovunque. L'edificio teatro della vicenda viene fatto esplodere con una bomba a orologeria. Bradlee incontra Vince fuori dall'edificio e gli dice di correre via; Vince non può fare altro poiché l'auto è inservibile, dato che Raymond ne ha sabotato il motore, bucato le gomme e distrutto la radio CB. Una volta che Vince è fuori dai piedi, Bradlee raccoglie il sacco contenente gli oggetti d'oro e se ne va, ridendo.